# Eugenio Barbaito Constanza
Eugenio Barbaito Constanza es un agricultor y político peruano. Fue alcalde de la provincia de Chucuito entre 2007 y 2008.
Nació en Juli, Perú, el 25 de septiembre de 1962. Cursó sus estudios primarios y secundarios en su ciudad natal. No cursó estudios superiores y desde 1980 se dedica a la agricultura en su localidad natal.
Su primera participación política se dio en las elecciones municipales del 2002 en las que fue candidato a alcalde provincial de Chucuito sin éxito. En las elecciones generales del 2006 tentó su elección como congresista por Puno sin obtener la representación. Fue elegido como alcalde de la provincia de Chucuito en las elecciones municipales del 2006. Debía cumplir el periodo 2007-2010 pero fue vacado el 10 de enero del 2008 por el cargo de nepotismo tras constatarse que había dispuesto la contratación de un sobrino suyo. Participó en las elecciones regionales de 2010 como candidato a presidente del Gobierno Regional de Puno por el Partido Humanista Peruano sin éxito. Tentó nuevamente su elección como alcalde provincial de Chucuito en las elecciones municipales del 2014 sin obtener la representación.